# 近衛第1師團
日本帝國陸軍的近衛第1師團（Konoe Dai-ichi Shidan）在1943年6月由近衛混成旅團，加上1個新的近衛團，第6近衛團，與第1近衛騎兵團、第1近衛野戰砲兵團、第1近衛工兵團和第1近衛運輸團，及其他支援單位組成。
近卫第1师团以日本東京為基地，直至第二次世界大戰結束。

## 師團長
| 任 | 到�%B |
| -- | ----- |